# Ko Loois
Petrus Jacobus (Ko) Loois (Amsterdam, 6 september 1913 – Enschede, 13 augustus 1978) was een Nederlandse voetballer, die van 1933 tot en met seizoen 1947/1948 voor Ajax uitkwam.

## Biografie
Ko Loois was de zoon van Arnoldus Loois en Grietje Albertje Sloove.
In zijn jeugd kwam hij uit voor VBW (Vereeniging Burger Weeshuis). Maar hij was zelf geen weeskind. Loois was voornamelijk middenvelder maar heeft ook vaak als verdediger gespeeld. Geen posities waarin direct doelpunten verwacht werden. Toch scoorde hij het eerste doelpunt in de kampioenswedstrijd ‘36/’37 tegen Go-Ahead uit Deventer (uitslag 2-1), waarbij hij de befaamde keeper Leo Halle passeerde. Hiermee werd de basis voor het landskampioenschap gelegd. Hij speelde 138 officiële wedstrijden. Met alle vriendschappelijke wedstrijden meegerekend komt hij op een totaal van 201 wedstrijden in het eerste. Hij maakt deel uit van de Club van 100 (Ajax).
Na zijn actieve voetbalperiode heeft hij de trainingsopleiding gedaan en is nog tientallen jaren bij diverse clubs voetbaltrainer geweest.